# 1960 год в истории метрополитена
В этой статье перечисляются основные  события из истории метрополитенов в 1960 году. Полужирным шрифтом выделены открытия новых транспортных систем.

## События
- 13 августа — введён в строй второй наклонный ход и наземный вестибюль станции «Площадь Восстания» Ленинградского метрополитена со стороны Московского вокзала.
- 6 ноября — открыта первая очередь Киевского метрополитена — участок Святошинско-Броварской линии длиной 5,2 км с 5 станциями: «Вокзальная», «Университет», «Крещатик», «Арсенальная», «Днепр»[1].
- 1 декабря — открыты станции «Рогсвед» — «Хагсетра» Стокгольмского метрополитена[2].